# سيتي الأول
من ماعت رع أو سيتي الأول ومن ألقابه سيتي مرنبتاح كان فرعون من الأسرة التاسعة عشر، ابن رمسيس الأول والملكة سات رع. وسيتي الأول هو والد رمسيس الثاني الذي وُلد 1303 قبل الميلاد. وحسب بعض المؤرخين فقد حكم الملك سيتي الأول الفترة من 1294 ق.م. أو 1290 ق.م. حتى عام 1279 أو 1302 قبل الميلاد. سماه الإغريق سـِثوسيس. وأخطأ المؤرخ المصري مانيتو في اعتباره مؤسس الأسرة التاسعة عشر، وسماه سيتي يعني : المتعلق بـ "ست"، والذي يدل على أنه وُهب للإله ست (كما نقول بالعربية: قاهري أو عربي أو إسكندري). وكمعظم الفراعنة كان لسيتي عددا من الأسماء لدى اعتلائه العرش اتخذ اسم "من معت رع" وتعني: "خالدٌ هو عدل رع". اسمه الأكثر شيوعا والأصلي كان: "سيتي مري ن پتاح" ويعني: رَجُل ست، محبوب بتاح". الإغريق سموه سِثوسيس.

## حكمه
قام سيتي الأول بتوطيد السلطة المصرية في فلسطين والشام، وقاوم الحيثيين الذين حكموا أسيا الصغرى بنجاح وعقد معهم معاهــــــدة سلام وعدم الاعتداء عليهم.

## آثاره

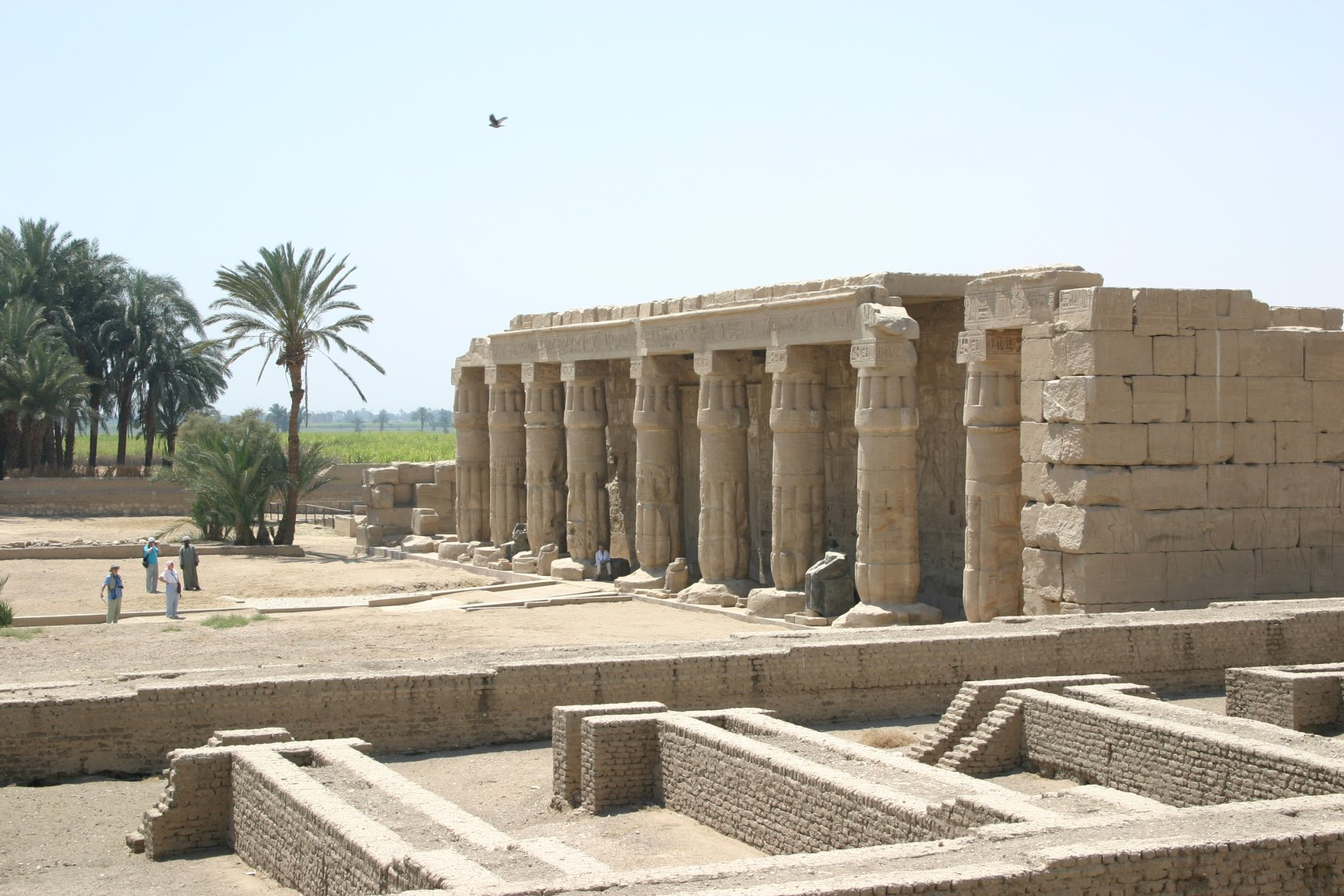
معبد القرنة الجنائزى

أقام سيتي الأول العديد من الآثار منها الممنوميوم في أبيدوس وخصص لعبادة عدد من الآلهة كما يوجد بالمعبد قاعة الأجداد بها أسماء الملوك من تأسيس أول الأسرات إلى سيتي الأول (قائمة ملوك مصر (أبيدوس))، ومعبد القرنة الجنائزي في طيبة، وبهو الأعمدة المسقوف بالكرنك. وكان قد بدأ في تشييده قبل ذلك ثم زخرف في عصر سيتي الأول بمناظر طقسية وصور على الحوائط الخارجية تبين انتصارات سيتي على البدو والليبيين والأموريين في قادش والحيثيين.
أمر سيتي بإقامة مسلة تعرف باسم فلامنيوس ولكنه توفى قبل إتمام نقشها والذي أكمله ابنه رمسيس الثاني وهي الآن موجودة في ميدان الشعب بروما.

## مقبرته

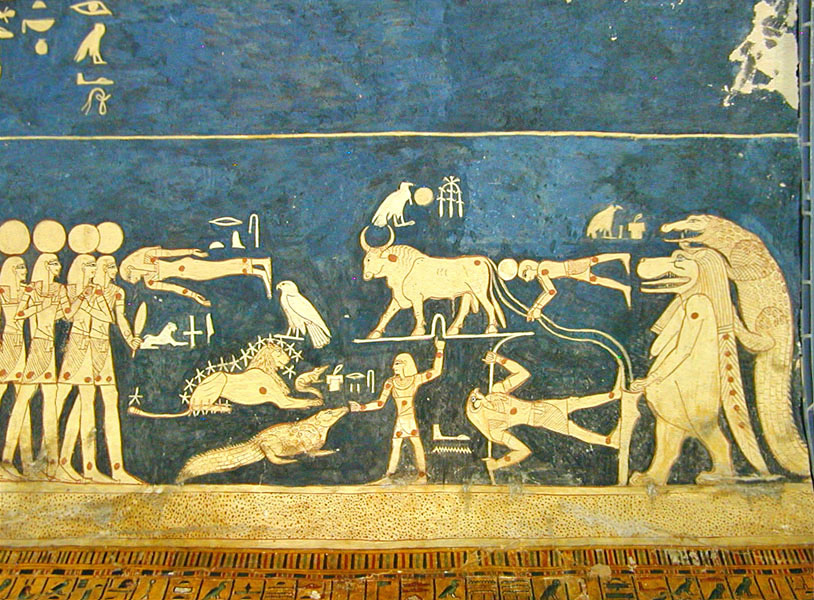
السقف الفلكي لمقبرة سيتي الأول مصورا النجوم والأبراج على هيئة كائنات

عثر على مقبرة سيتي الأول في عام 1817م بواسطة جوفاني باتيستا بلزوني وهي المقبرة رقم 17 في وادي الملوك وهي من أجمل المقابر بوادي الملوك، يبلغ عمق المقبرة حوالي 30 مترا ويصل طولها إلى 136 متر، ومقبرة سيتي الأول منحوتة في الصخر وبها رسوم لسيتي وهو يتعبد للآلهة وبها أيضا نقوش للعديد من الكتب منها كتابي البوابات وما يوجد في العالم السفلي.
تم العثور على مومياء سيتي الأول عام 1886م في خبيئة في الدير البحري، ويعتقد أن سيتي الأول توفي ولم يتم الأربعين من العمر على عكس رمسيس الأول ورمسيس الثاني اللذان توفيا في أعمار متقدمة وغير معروف سبب وفاة سيتي الأول على الرغم من أن موميائه وجدت مقطوعة الرأس ولكن حدث ذلك بعد الوفاة بفعل لصوص المقابر ويرجح انه كان يعاني مرضا في القلب، وقد نقلت المومياء إلى المتحف المصري بالقاهرة أما التابوت فقد نحت من قطعة واحدة من الألبستر وعليه نقوش رائعة وهو موجود بمتحف في لندن.

## معروضات

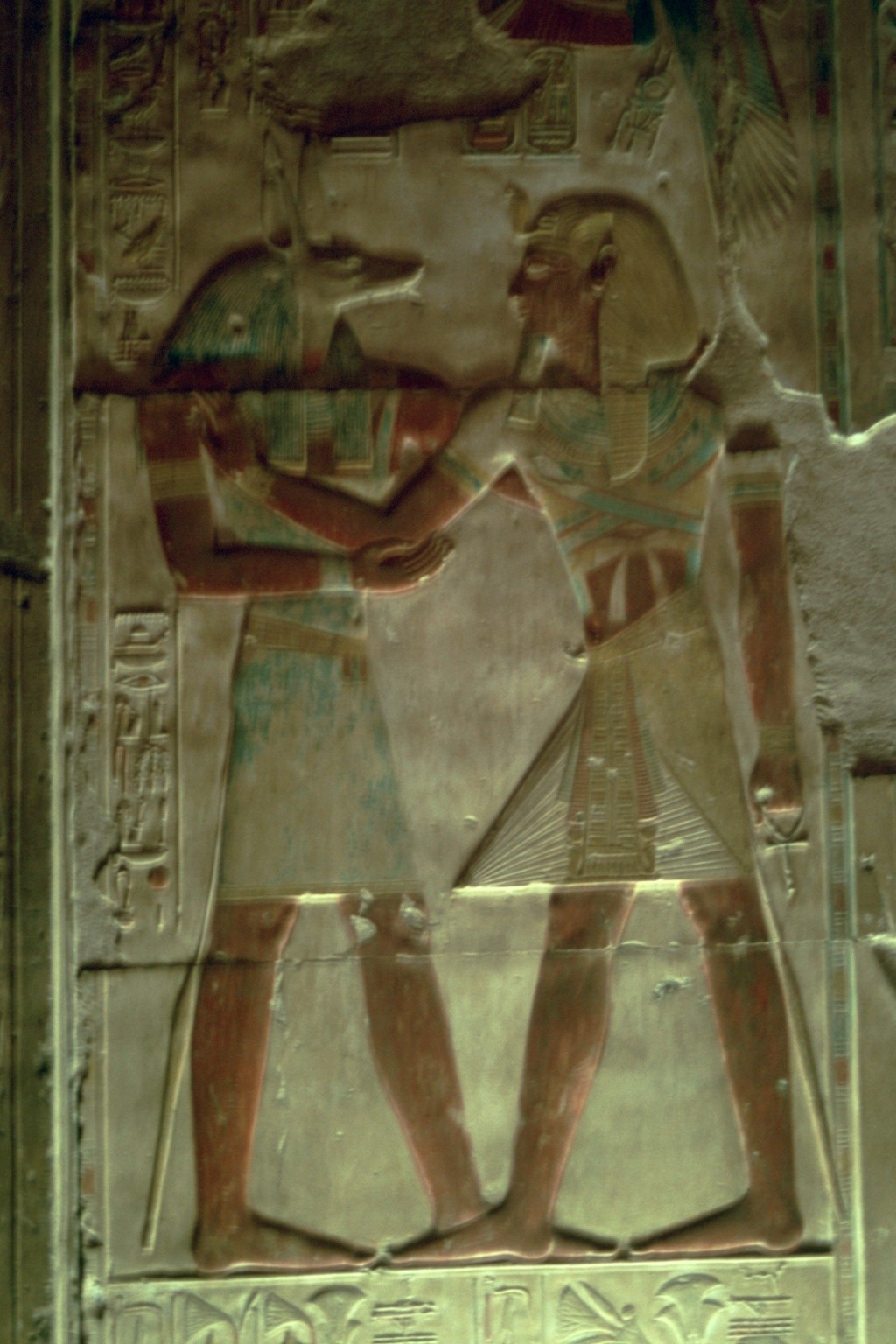
Rilievo dal tempio funerario di Seti I
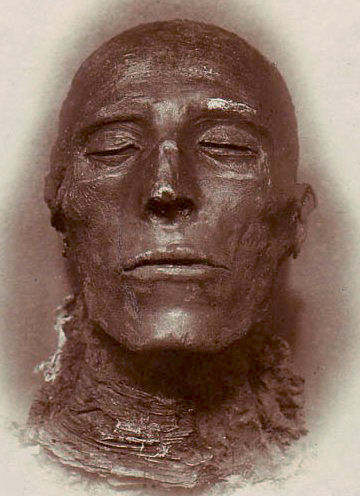
مومياء سيتي الأول
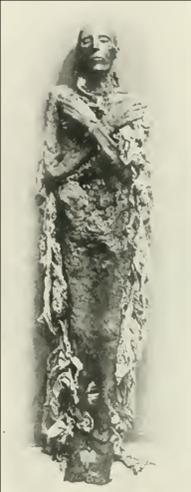
مومياء سيتي الأول
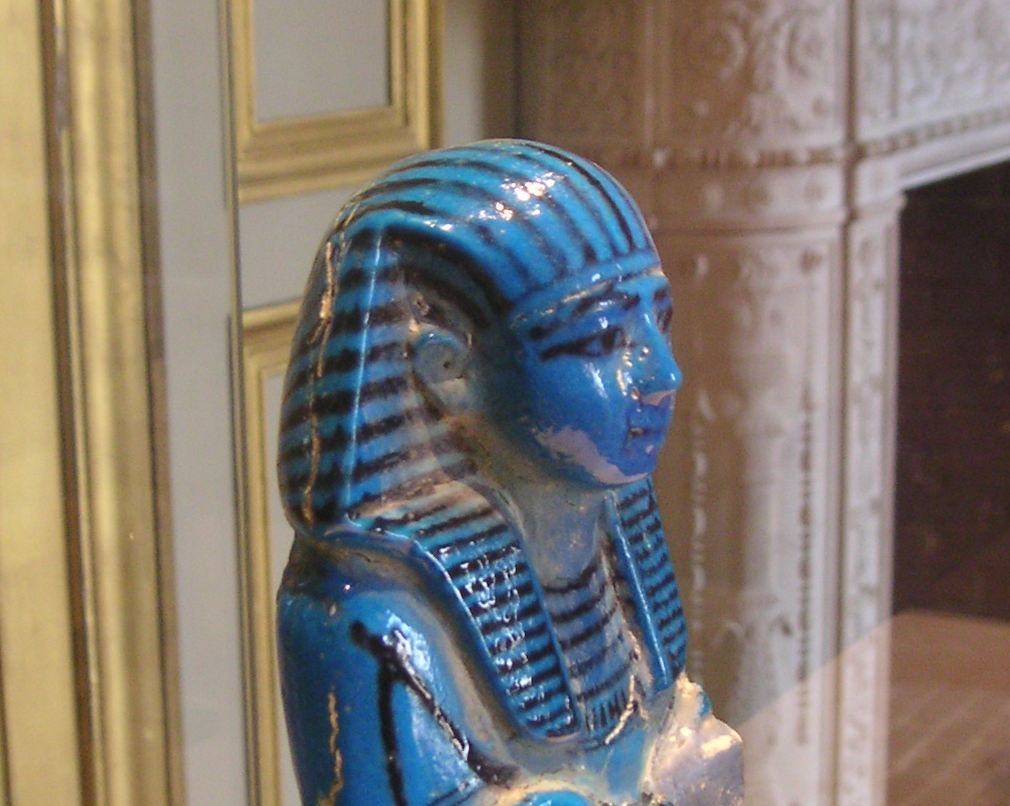
تمثال صغير لسيتي الأول بمتحف اللوفر
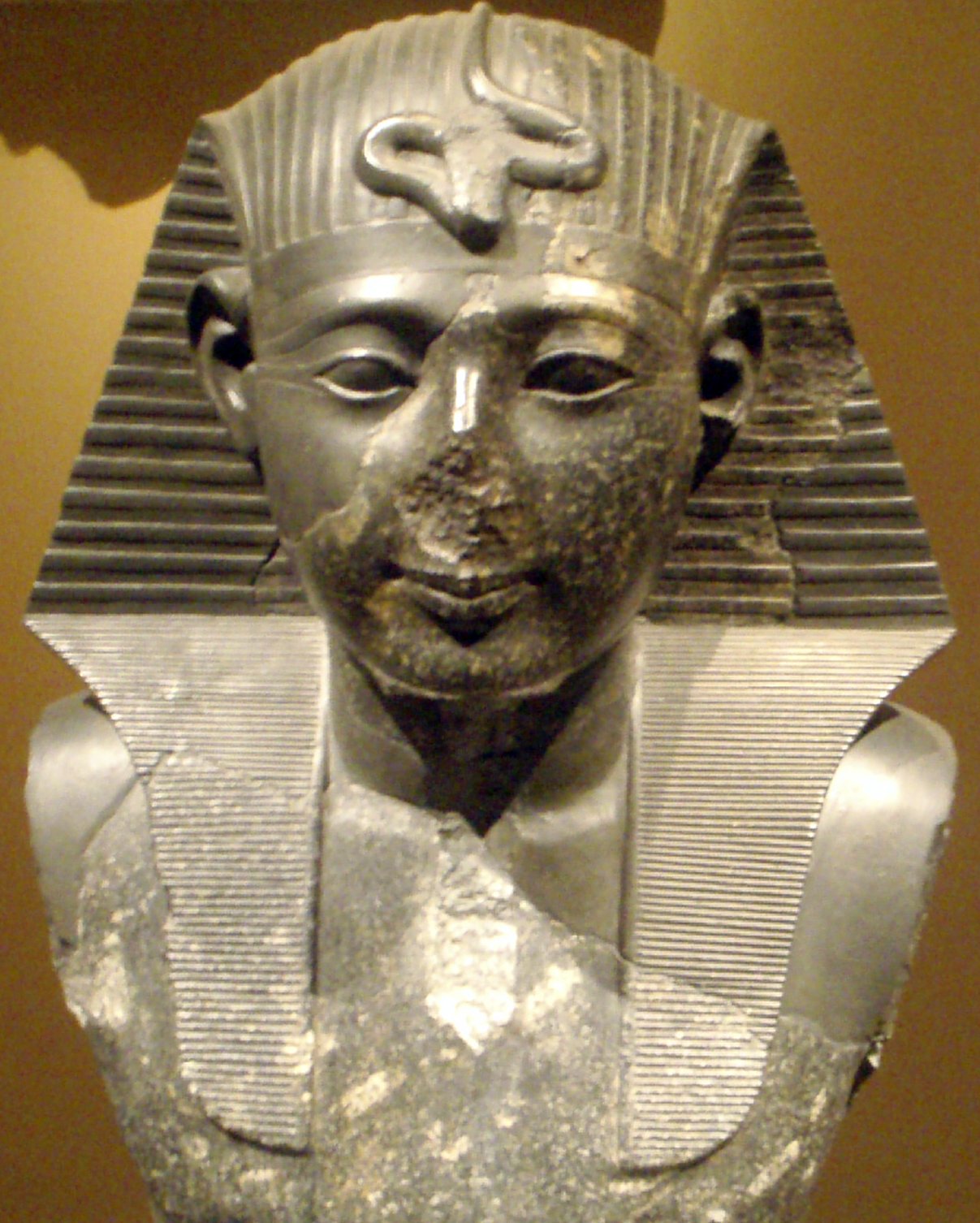
تمثال لسيتي الأول بمتحف المتروبوليتان

## وصلات خارجية
- Seti I - Archaeowiki.org
- The Monuments of Seti I and their Historical Significance: Epigraphic, Art and Historical Analysis(PDF)